# Reato di pericolo
Il reato di pericolo nell'ordinamento giuridico italiano è un tipo di reato in cui l'offesa consiste nella messa in pericolo del bene giuridico e dunque la tutela penale risulta anticipata.
All'interno di questa categoria di reati, si distingue tra reati di pericolo presunto (o astratto) e reati di pericolo concreto, sulla base della differente posizione che il pericolo assume nell'ambito della norma.
Nei reati di pericolo concreto, il pericolo assume elemento costitutivo della norma e sarà compito del giudice accertare caso per caso se il bene giuridico oggetto del reato sia stato interessato da un effettivo pericolo o meno. In caso di mancato pericolo, il reato non sussiste.
Nei reati di pericolo astratto (o presunto) è il legislatore che formula in via preventiva il giudizio di pericolosità in relazione ai comportamenti antigiuridici. Il pericolo costituisce il motivo dell'incriminazione e non un elemento costitutivo del reato e per tale motivo, il giudice accerta la ricorrenza del comportamento antigiuridico, a prescindere dal fatto che la condotta, nel caso concreto oggetto del giudizio, abbia causato un pericolo effettivo o meno. Nel caso dell'omissione di soccorso di cui al comma 1 art. 593 c.p., la violazione dell'obbligo di avvisare le Autorità nel caso in cui si trovi un fanciullo non accompagnato integra il reato anche se il bambino non corre alcun pericolo: il semplice ritrovamento di un fanciullo obbliga il consociato ad avvertire le Autorità, proprio al fine di evitare un eventuale pericolo futuro.

## Lista dei reati di pericolo concreto
Rientrano in questa categoria i seguenti reati:
- Omissione di soccorso - in merito a circostanze che richiedono la presenza di un pericolo effettivo (Art. 593 commi 2 e 3 C.P.)
- Strage (Art.422 C.P.)
- Incendio di cosa propria (Art.423 C.P.)
- Attentati alla sicurezza dei trasporti (Art. 432 C.P.)
- Minaccia (Art. 612 C.P.)

## Lista dei reati di pericolo astratto o presunto
Rientrano in questa categoria i seguenti reati:
- Omissione di soccorso - in merito a circostanze che non richiedono la presenza di un effettivo pericolo (Art. 593 comma 1 C.P.)
- Associazione per delinquere (Art.416 C.P. In senso difforme Cassazione 2021 che ritiene si tratti di un reato di pericolo concreto).
- Avvelenamento di acque (Art.439 C.P.)
- Traffico di influenze illecite (art. 346-bis C.P.)